# 奥平昌能
奥平 昌能（おくだいら まさよし）は、江戸時代前期の大名。下野国宇都宮藩主、出羽国山形藩初代藩主。中津藩奥平家3代。官位は従五位下・大膳亮。徳川家康の玄孫。

## 生涯
寛永10年（1633年）、下野宇都宮藩主・奥平忠昌の長男として誕生。
寛永17年10月28日（1640年12月11日）、父忠昌に伴われて江戸幕府3代将軍・徳川家光に拝謁する。正保3年11月9日（1646年12月15日）、元服。翌正保4年12月12日（1648年1月6日）、榊原忠次とともに幼年の徳川家綱の傅役を仰せ付けられた。すでに曽祖父・信昌の功績が認められるばかりか、大叔父・松平忠明の威光が轟いており、譜代の重鎮ともいえる家柄であった。
寛文8年（1668年）に父・忠昌の死により家督を継ぐ。
亡父の法要を営む寛文8年3月2日（1668年4月13日）、城下にある菩提寺の興禅寺において、重臣間の私怨から刃傷沙汰に発展したが（宇都宮興禅寺刃傷事件）、昌能は片方の家臣に肩入れし、両成敗とはしなかった。さらに、後に「追腹一件」と呼ばれる国禁に触れる重大な殉死騒ぎも重なり、8月に宇都宮から出羽山形への2万石の減転封処分を受ける。ただし、将軍家綱の傅役であったため比較的軽い処分で済まされた。
ところが、両成敗にならない藩の裁定に、家臣間では不満が爆発、主君を見限る多数が家中を立ち去った。しかも、怨恨を抱いたままの彼らの行動は、後年に江戸の三大仇討に数えられる浄瑠璃坂の仇討にまで発展した。
寛文12年閏6月25日（1672年8月17日）には危篤に陥った昌能であったが、長女ばかりか嫡男の千福丸にも先立たれており、嗣子が居なかった。ちょうど甥（妹婿で肥前福江藩主の五島盛勝の次男）で5歳の小次郎を絶家の重臣に取り立てるつもりで貰い受けていたため、翌月7月1日（8月23日）、家臣の島田出雲守が5歳の小次郎を伴って老中へ養嗣子願いを内申した。すると、末期養子の条件を十分に満たしていないまま、即日の許しを得た。翌日の2日に昌能は死去した。享年40。5歳の小次郎は、昌能の三女・菊姫（9歳）の婿として家督を継いだ。後の奥平昌章である。

## 昌能の人格に関する逸話
昌能の性状は粗暴で、陰では「荒大膳」と呼ばれていた。追腹一件で殉死した杉浦右衛門兵衛も殉死が禁止されていたことは知っていたが、昌能が促したために殉死したという。興禅寺事件での公平を欠く仕置に対して、昌能を見限って離れた家臣は40人以上に及んでいる。
世子時代から既に粗暴だったようであり、次のような逸話が伝わる。城近くの田川で釣りをしていると、いつもと違って川が濁って魚がとれなかった。家臣に上流を調べさせると、山伏数人が水垢離をしていたためだったが、昌能は激怒して2人の山伏を処刑した。斬られた山伏の弟子9人はこれを恨みに思って幕府に訴えようとしたが、その前に昌能は弟子も全て処分した。

## 系譜
- 父：奥平忠昌
- 母：桂岳院 - 鳥居忠政娘
- 室：不詳
  - 男子：千福丸
  - 次女：くら姫 - 松平乗春正室
  - 三女：菊姫（1664-?） - 奥平昌章正室
- 養子
  - 男子：奥平昌章（1668-1695） - 五島盛勝の次男または三男